# سنگ‌نگاره کول‌فرح
سنگ‌نگاره‌های کول‌فرح یا سنگ‌نگاره‌های کول‌فره یا تنگه کول‌فرح (که با نام کتیبه‌های سنگی کول فرح در فهرست آثار ملی ایران به ثبت رسیده‌است) چندین سنگ‌نگاره و نیایشگاه مربوط به دوره عیلامیان هستند،
که در شهرستان ایذه، روستای کولِ فرح جای گرفته‌اند.
قدمت این شش نقش برجسته متفاوت است، و در طی فاصله‌ی چند سده متوالی (احتمالا ۸-۶ پیش‌از میلاد، یعنی طی ۲۸۰۰-۲۶۰۰ سال پیش، قبل از پیدایش هخامنشیان) ساخته شده‌اند.
این اثر در تاریخ ۱۵ دی ۱۳۱۰ با شمارهٔ ثبت ۱۳۳ به‌عنوان یکی از آثار ملی ایران به ثبت رسیده‌است.
این مجموعه آثار باستانی، گواه مظاهر مختلفی از پیشرفت‌های تمدنی جامعه در دوره های مختلفی تا حوالی پیش از هخامنشیان هستند، و منشاء برخی سبک‌های مورد استفاده در تخت جمشید در آنها مشهود است.
جنبه‌های مختلفی از پیشرفت‌های تمدنی همچون مراسم جمعیِ آئینی، پیشرفت‌های هنر موسیقی، فن‌آوری‌های نگارگری، نیایش، ساختار قدرت سیاسی، قدرت نظامی، و اقتدای آئینی به آثار قدیمی‌تر پیشینیان خودشان در آن روزگار را ترسیم می‌کند.
کول فرح از آثار باستانی کلیدی ایران است که اطلاعات و جزئیات بی‌نظیری درباره آغاز تمدن، تمدن‌سازی در ایران، و سلسله‌ای از وقایع تاریخی مهم ارائه می‌دهد.
متاسفانه اخیرا در معرض آسیب و تخریب توسط عده‌ای قرار گرفته‌است.

## جایگاه جغرافیایی

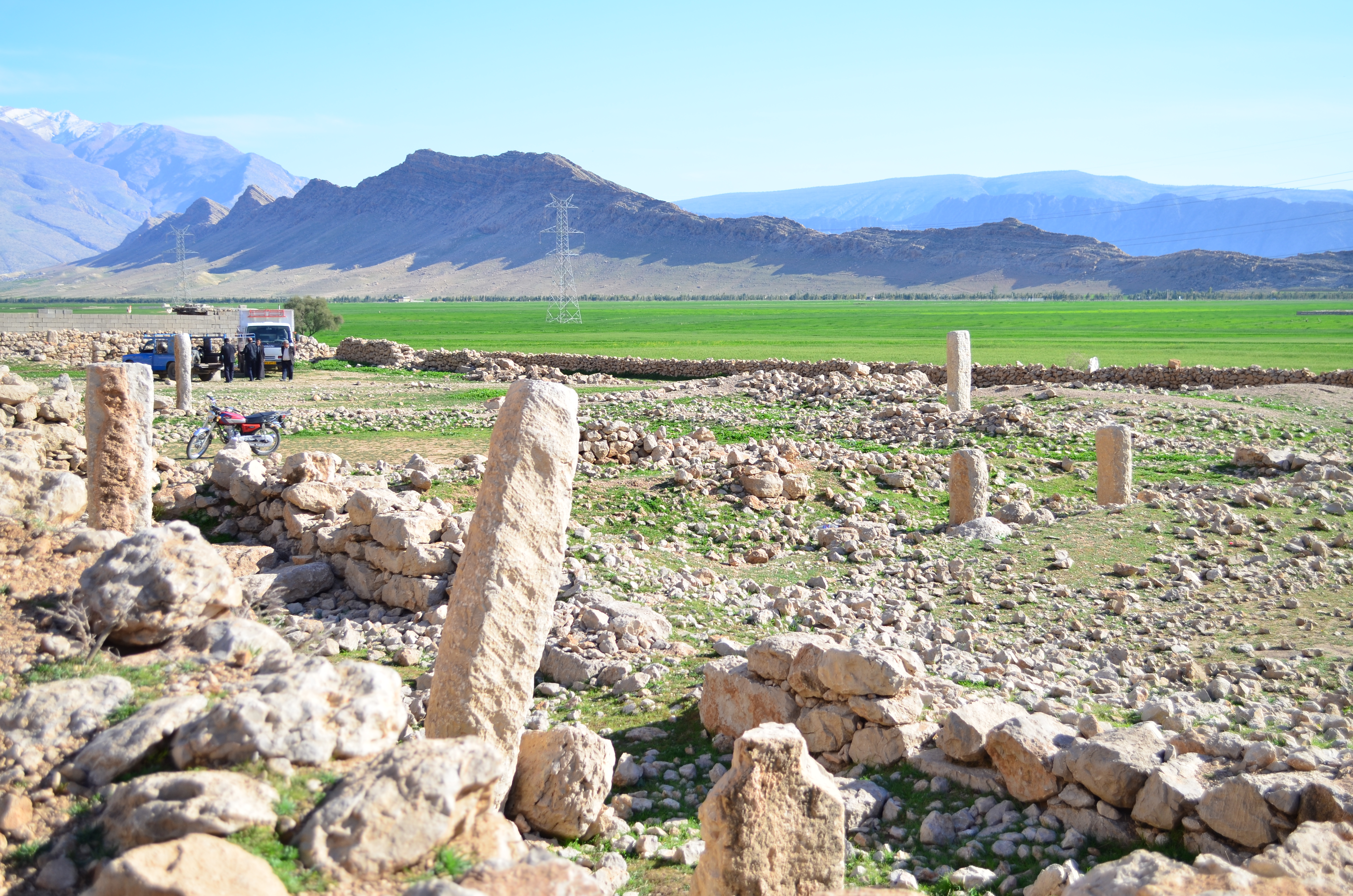
محوطه کول فرح

سنگ‌نگاره‌های کول‌فره در تنگه‌ای در هفت کیلومتری شمال شرقی ایذه، شامل شش نقش برجسته متعلق به دوره ایلامیان است که با توجه به سنگ نبشته‌های به جا مانده و بقایایی از محل زندگی آن‌ها در گذشته‌های دور که در میان کوه‌ها باقی مانده‌است مانند گورها کانال آب و بقایای ساختمان و نقطه دیدبانی می‌توان گفت این محل پرستشگاه نارسینا، یکی از خدایان ایلامی بوده‌است.
منطقه باستانی کول فرح از جاذبه‌های تاریخی گردشگری استان خوزستان می‌باشد که به دلیل قرار گرفتن در یکی از مناطق بسیار خوش آب و هوای استان خوزستان، سالانه گردشگران بسیاری به سوی خود جلب می‌نماید. محوطه کول فرح در سال ۱۳۷۸ توسط سازمان میراث فرهنگی با شماره ۲۵۹۷ در فهرست آثار ملی ایران به ثبت رسید.
کتیبه ها، بیرون از روستای کول فرح (کهباد دو) واقعند. برای دسترسی از ایذه، از طریق بلوار جهاد و پس از عبور از میدان جهاد، وارد جاده ایذه-دهدز شوید. پس از طی حدودا ۲.۵ کیلومتر به روستای کهباد دو (روستای کولفرح) خواهید رسید. در قسمت انتهایی روستا، وارد فرعی دست راست شوید. پس از حدود دو کیلومتر، به سنگ‌نگاره‌های کول فرح می‌رسید. این سنگ‌نگاره‌ها با عنوان «مجموعه باستانی کولفرح» نیز شناخته می‌شود.
در سمت راست مدخل دره، در کنار رشته کوهی، دو قطعه سنگ عظیم و نامنظم دیده می‌شود که بر بدنه آنها، نقوش بسیار قدیمیِ ظریف و زیبایی از صورت تعداد زیادی انسان و شمایل جانوران در حالت‌های نیایش و احترام، اجرای موسیقی، و انجام مراسمی مذهبی دیده می‌شود.

## نامگذاری
کولِ‌فرح یا کولِ‌فره که در انتهای دشت ایذه قرار دارد، «کول» به معنی دره و تنگه،
و «فره» به معنی فرّ (فَرّه، خوَرنَه، فر کیانی، به معنای موهبت یا فروغی ایزدی، عامل تقدس بخش در جهانبینی ایران باستان) 
و یا «فرح» به معنای خوشحالی (در زبان عربی)  می‌باشد.
(احتمالا از نظر ریشه‌شناسی، در اصل «فره» (به معنای موهبت ایزدی)‌ بوده، که با محتوای کتیبه‌ها همخوانی دارد.
در اثر زمان و گفتار معاصر، و بخاطر فراموش شدن و ناآشنا کلمه‌ی اصلی باستانی «فره»، در گویش کلامیِ مردم و سپس در نوشتار، به خطا، به «فرح» تبدیل شده).

## پیشینه
در تصویر سنگی این نیایشگاه بیش از ۴۰۰ نفر در حال نیایش مشاهده می‌شوند و بنا به گفته کارشناسان در این تصاویر نخستین نگاه بشر به مذهب و آئین شکل گرفته‌است و حمل خدایان، قربانی کردن و اجرای موسیقی از دیگر صحنه‌های بکر این سنگ نگاره هاست.
در حریم محوطه باستانی کول‌فرح تپه‌های باستانی پرچستان و چغاکره همچنین تالاب میانگران وجود دارد که کاوش و حفاظت از آن‌ها بسیار حائز اهمیت است و عدم حفاظت درست از آن‌ها منجر به مشکلات عدیده‌ای می‌گردد.

## نقوش برجسته کول فرح

### نقش برجسته شماره ۱

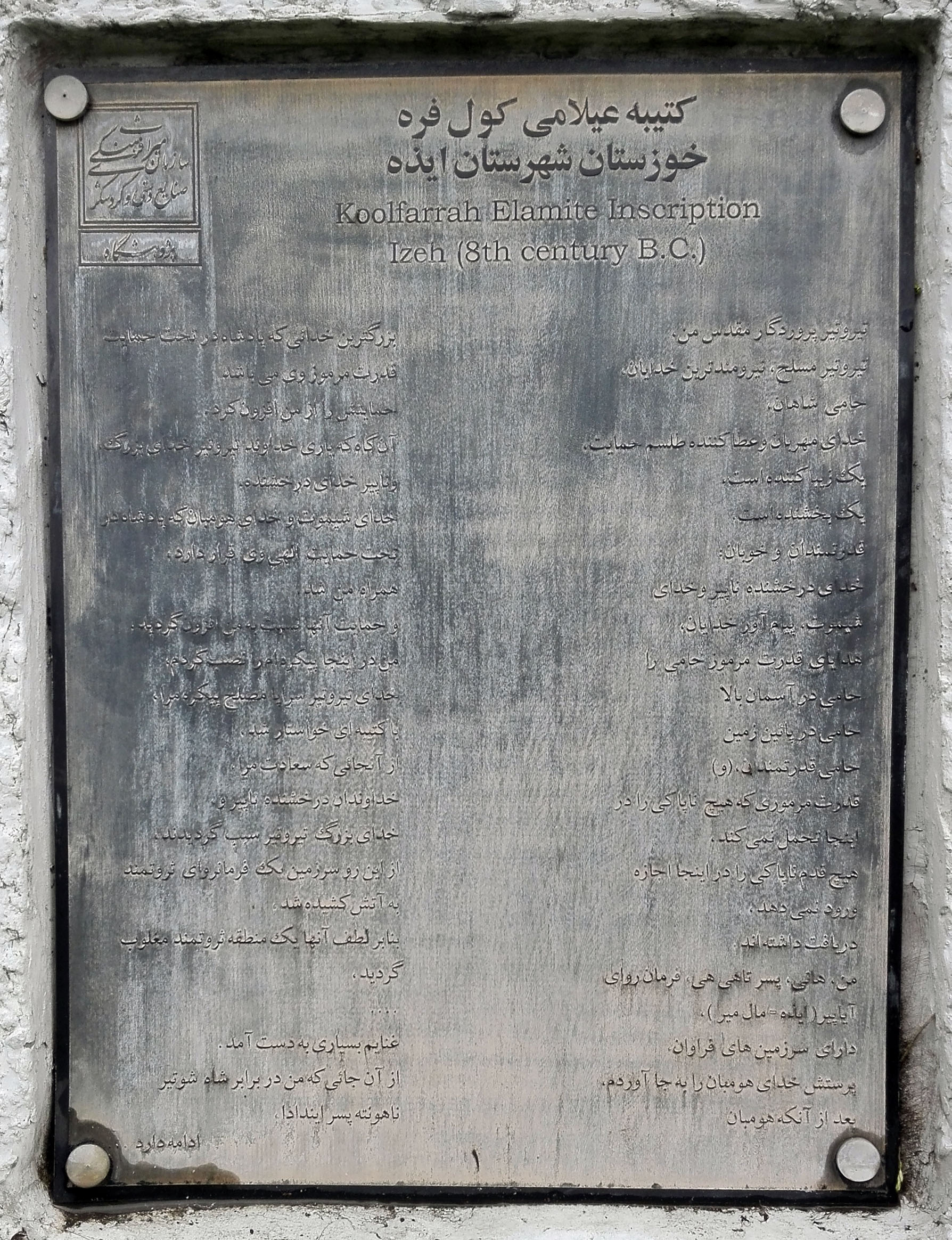
ترجمه سنگ نوشته شماره یک

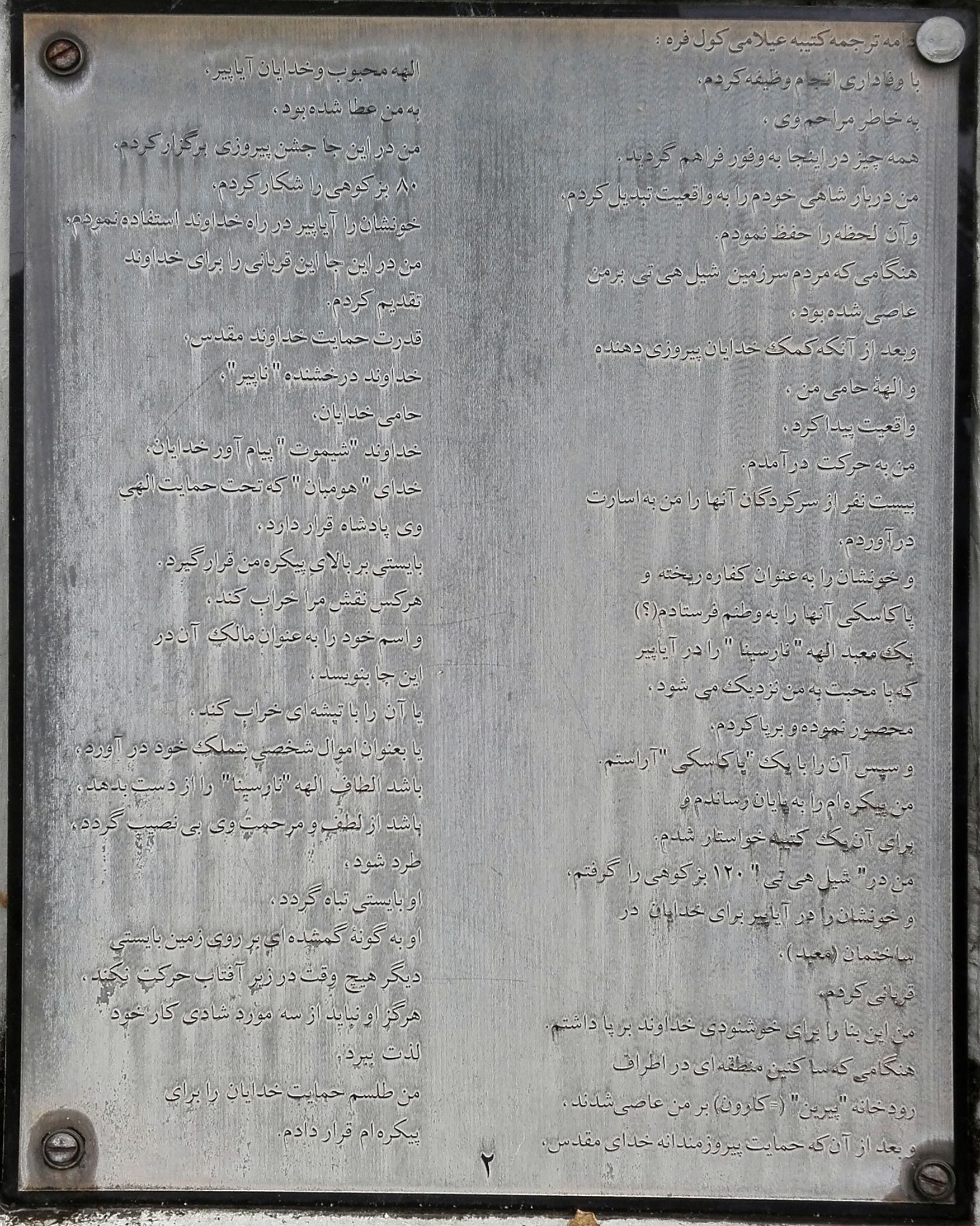
ادامه ترجمه سنگ نوشته شماره یک

نخستین نقش برجسته مراسم قربانی را نشان می‌دهد و در ارتفاع ۶ متری از دامنه کوه قرار دارد. پهنای صفحه یک متر و هفتاد سانتیمتر دریک متر است. در آن شاه هانی یکی از حاکمان مستقل آیاپیر که هم‌زمان با شوتروک نهونته دوم پادشاه ایلام در سال ۲۷۰۰ پ م بوده در حال قربانی کردن نشان داده شده‌است. در این تصاویر شاه کلاه گردی بر سر دارد و دو نفر او را همراهی می‌کنند که یکی از آن‌ها شوترورو وزیر شاه است. جلوی شاه سه نوازنده با دو ساز چنگ و یک دف در حرکت هستند. در زیر نوازندگان تصویر یک شکارچی و یک بز کوهی وجود دارد. در زیر شکارچی سه کاهن ایستاده‌اند و دو گاو نر و یک بز کوهی را هدایت می‌کنند. پیش از این سه قوچ قربانی شده‌اند که سر آن‌ها از بدن جدا شده‌است. سنگ نبشته ۲۴ سطری افراد حاضر را با خط ایلامی نام برده‌است. قسمتی از آن به این شرح است: من هانی پسر تاهی هی حاکم آیاپیر هستم. من مجسمه‌ام را در این‌جا بر پا داشته‌ام پس از آنکه رب‌النوع سراپا مسلح تیروتیر خدای منطقه سیل هیته حمایتش را بر من ارزانی کرده بود.

### نقش برجسته شماره ۲
دومین نقش برجسته بر روی تخته سنگی مثلثی قرار دارد و باز هم صحنه مراسم مذهبی قربانی کردن را نشان می‌دهد. فردی در میان صحنه وجود دارد که دستان خود را به حالت نیایش جلوی صورت خود گرفته‌است. لباس او بر خلاف معمول ایلامیها تا زانوی او است ولی در اکثر موارد مشاهده می‌کنیم که لباس ایلامیها تاقوزک پا است. در جلوی صورت این شخص صحنه قربانی کردن حجاری شده‌است و مردی گاو نری را از پشت بر زمین زده‌است و چند قربانی دیگر نیز روی زمین قرار دارند. در سمت چپ نیز ۴ مرد با احترام دنبال شخصیت وسط صحنه در حال حرکت هستند

### نقش برجسته شماره ۳
نقش برجسته دیگری بر روی یک سنگ چهار گوشه بزرگی حجاری شده‌است. بلندی سنگ دو متر و هشتاد سانت است و در چهار سمت آن تصاویری به چشم می‌خورد. موضوع این طرح حمل مجسمه یکی از خدایان ایلامی بر دوش چهار مرد است و شاه با عده زیادی از همراهان آن‌ها را دنبال می‌کنند. مجسمه این خدا بر روی تختی به صورت ایستاده قرار دارد ودستان خود را به کمر زده و لباسی بلندبر تن دارد. در پشت مجسمه ۶۷ نفر در چهار صف قرار دارند و دو نفر اول در بالا که از قد بلندتری برخوردارند افراد مهمتری هستند. در قسمت غربی سنگ چهار صف دیگر قرار دارد و ۴۹ نفر دیگر دنباله روی صفهای جبهه جنوبی هستند. در جبهه شمالی ۴۵ نفر دنباله روی شخصی هستند که دست بر سینه ایستاده‌است. در قسمت شرقی هم صحنه قربانی دیده می‌شود و ۳۶ غزال و سه گاو بزرگ به سمت راست در حرکتند. ۷ مرد کوچک دیگر نیز دیده می‌شوند و از آنجا که لخت هستند احتمالاً اسیران جنگی هستند. در گوشه دیگر شمالی ۹ نفر دیگر به سوی شاه می‌روند. سنگ دیگری در شمال سنگ اصلی افتاده‌است و احتمال می‌رود قربانگاه بوده باشد.

### نقش برجسته شماره ۴
این نقش برجسته بسیار شبیه نقوش حجاری شده در تخت جمشید می‌باشد و چون از نظر زمانی بسیار قدیمی تر از نقوش تخت جمشید است، آن را مادر نقوش زیبای درگاه‌های کاخ صد ستون و پلکان آپادانا می‌دانند. در بالای این نقش برجسته شاه با ردای بلند بر تخت نشسته‌است و جلوی او یک میز هدایا قرار دارد. پشت سر او نیز سه نفر ایستاده‌اند. دو میز دیگر نیز در جلوی شاه قرار دارد. پایین این تصویر درچهار ردیف افرادی دیده می‌شوند که یک دست خود را به جلو دراز کرده‌اند و دست دیگر را در برابر صورت خود به عنوان احترام گرفته‌اند. در طرفین این نقش افرادی در حال اهدای هدایا هستند.

### نقش برجسته شماره ۵

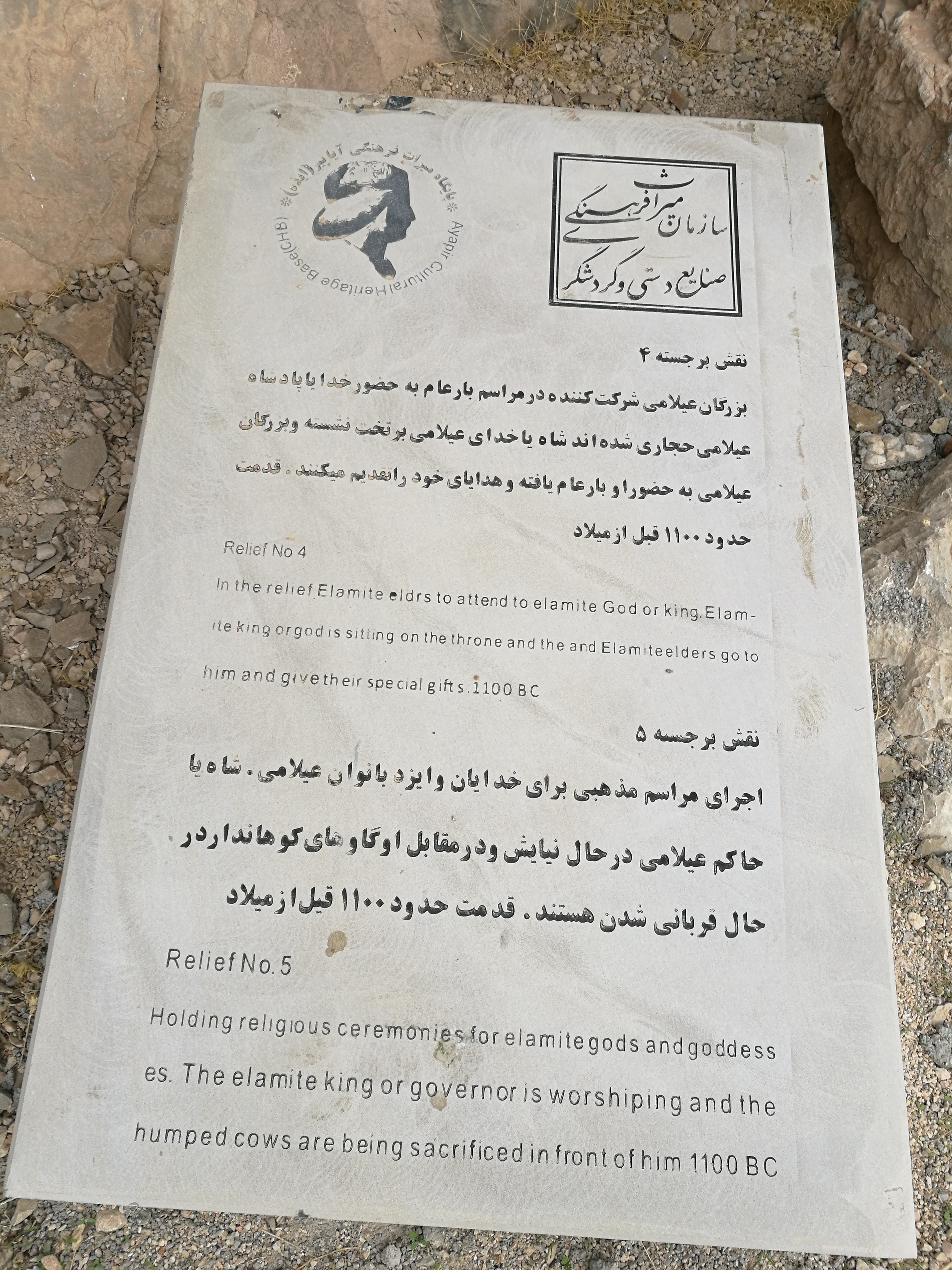
نوشتهٔ راهنما دربارهٔ نقش برجسته‌های شماره ۴ و ۵ که از طرف سازمان میراث فرهنگی نصب شده‌اند.

یک ایلامی در حال اجرای مراسم مذهبی است. این نقش از نظر طرز قرار گرفتن دستها و فاصله پاها همانند نقش شماره دو کول فرح است. جلوی فرد ایلامی یک آتشدان قرار دارد. در برابر این فرد حیوانات قربانی شده به صورت وارونه حجاری شده‌اند. در این تصاویر شخص کاهن دیده نمی‌شود و شاید در اثر زمان نقش او از بین رفته باشد.

### نقش برجسته شماره ۶
این نقش برجسته نیز به حمل مجسمه مربوط است و همانند نقش شماره سه است به این ترتیب که چهار نفر مجسمه یکی از خدایان را بر دوش دارند. این چهار نفر کلاه بر سر دارند در حال بلند کردن مجسمه هستند.

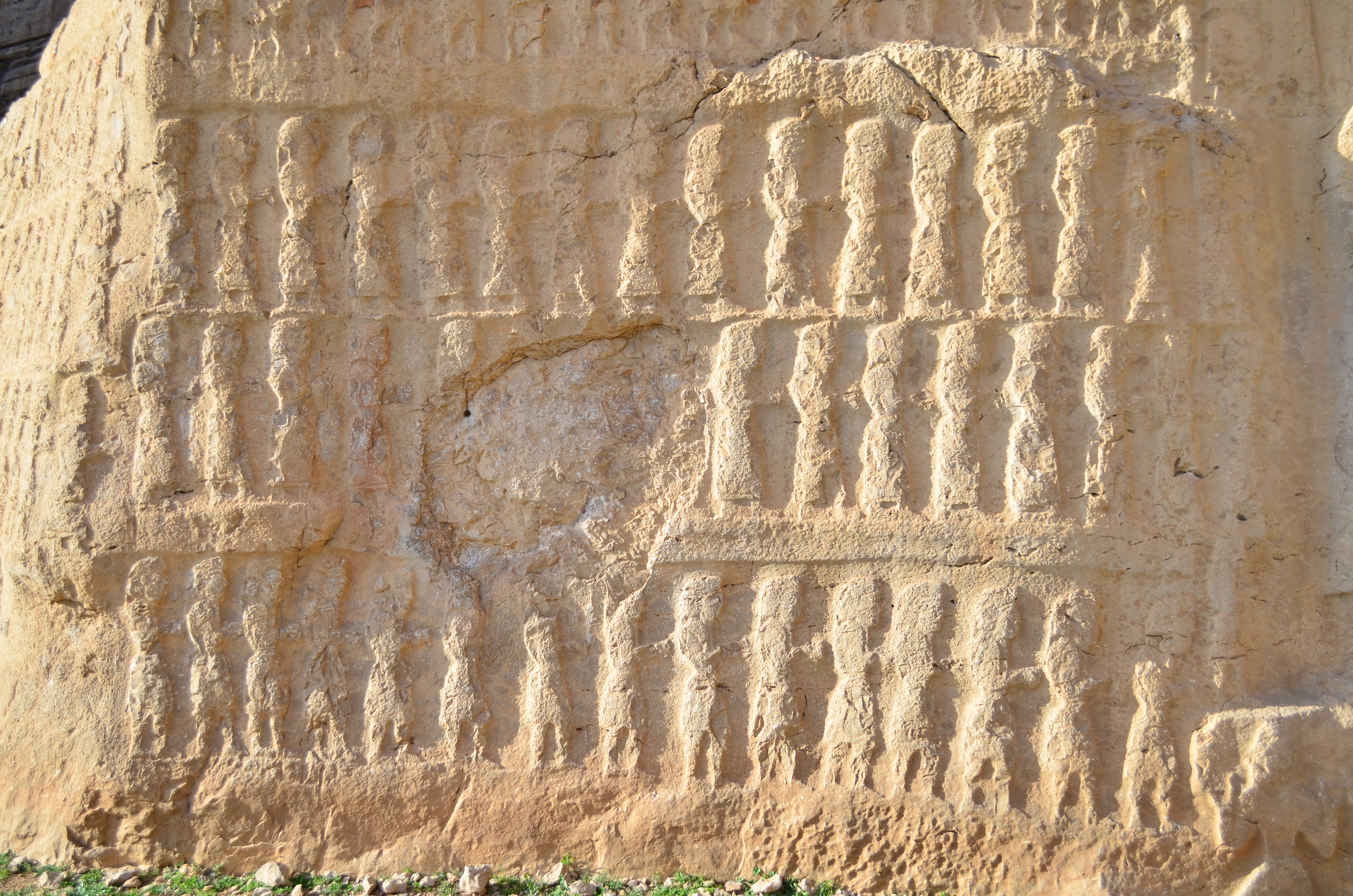

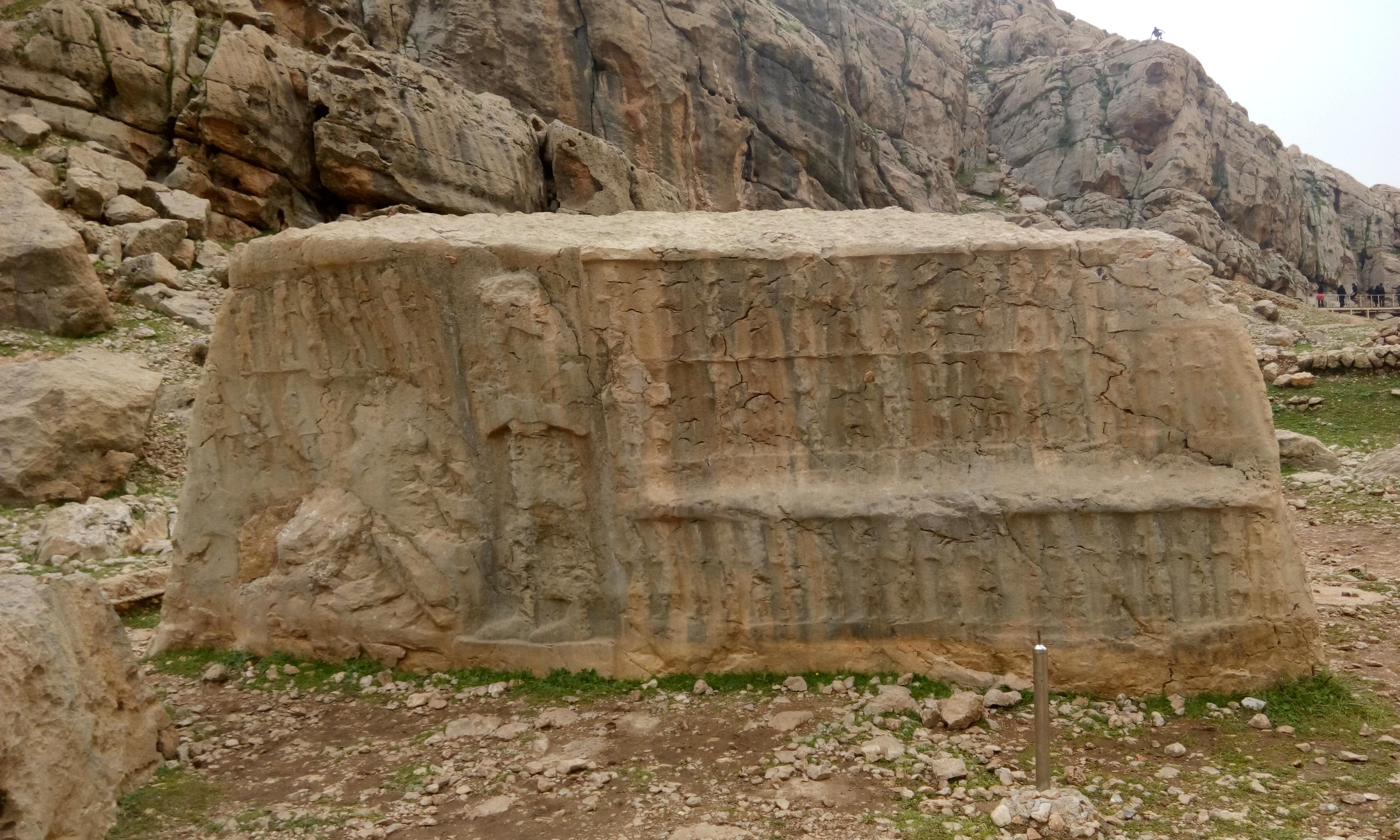

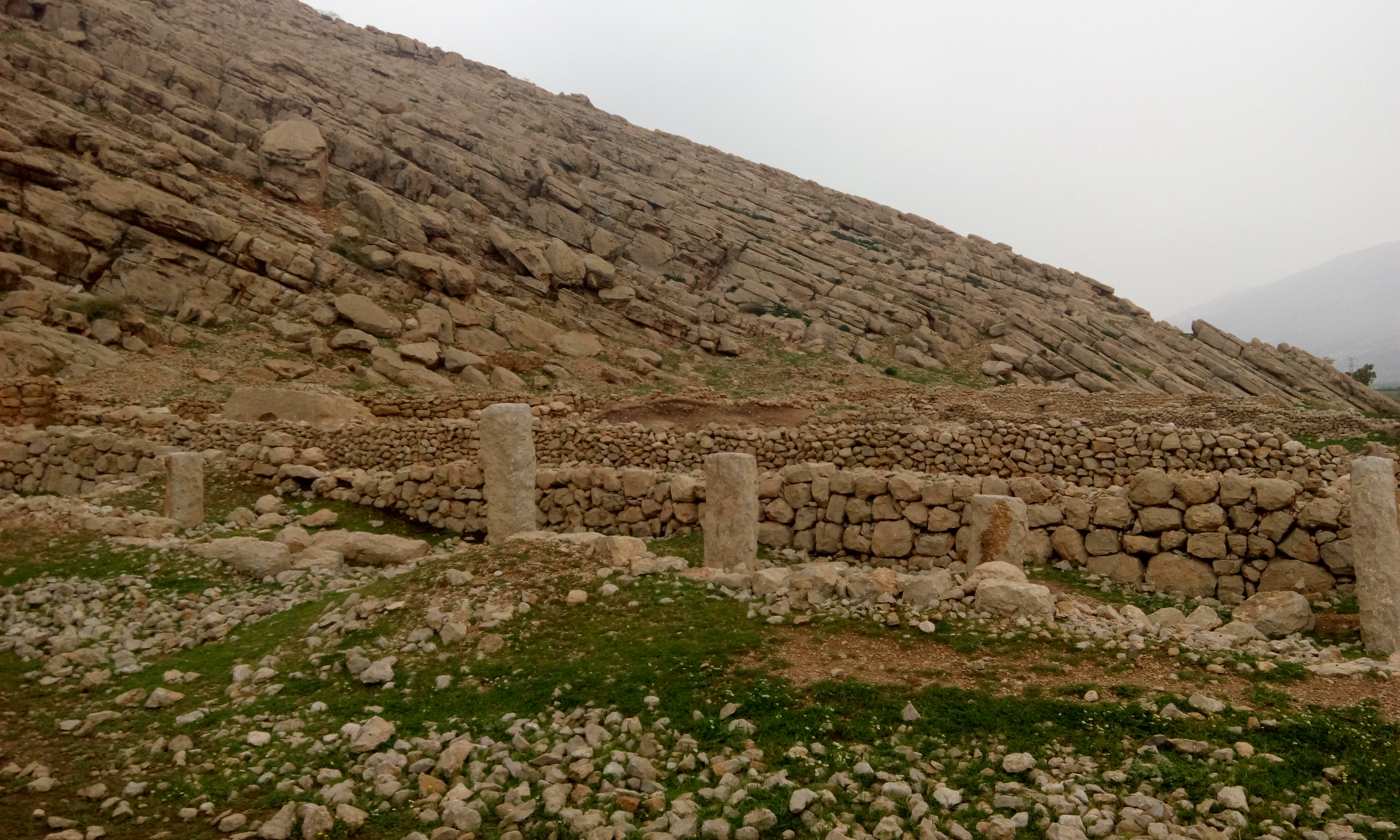

«درخت سبزی از انشان پیرم، یلی جامانده در گرمای داغ گرم سیرم»
در امتداد جنوب غربی رشته کوه زاگرس (یا همان کوه باستانی کر) وقتی از دشت وسیع ایزج به سمت طلوع خورشید نظر می‌کنیم دامنه‌های باختری زاگرس جنوبی را می‌بینیم که در زبان بومی منطقه به کوهای نسا (نسه) و چیوه شهرت یافته‌اند. تنگه ایی باز و فره بخش در منطقه خاوری شمال این سرزمین باستانی و به جغرافیای امروزی در یک فرسنگی شمال شرقی شهرستان ایذه در میان کوه چیوه قرار گرفته‌است که نام کول فره (یا Kul-e- Farah) را از گاه باستان تاکنون به دوش می‌کشد.

### تاریخچه اکتشاف و وضعیت نگهداری

#### وقایع نگار کاوش‌های باستان‌شناسان
باستان شناسان مختلفی از قبیل رومن گیرشمن، 
اسماعیل یغمایی، جعفر مهرکیان (باستان شناس و متخصص الیمایی) و بعدها خاویر آلوارز مون اسپانیایی برای شناخت آثار به تنگه تاریخی کول فرح وارد شدند.
آعبدالرحیم اسدپور (ملقب به بَلیطی یا بلوطی، زاده ۱۳۳۰ در کولفرح)، از نوجوانی، به دنبال پی بردن به راز آنها بود.
رومن گیرشمن باستان‌شناس در سال ۱۳۴۵ در حین مراجبه به ایذه، خط ایلامی باستان را به اسدپور آموخت.
در واقعه ای در دهه ۴۰، اهالی کول فرح در پی درگیری این دره را خالی کردند و دو کیلومتر دورتر ساکن شدند.
اسدپور پس از آن واقعه، سالها به تنهایی در آن‌جا ماند و به نگهبانی و محافظت از آن پرداخت. تا اینکه در  مهر ۱۴۰۰ فوت کرد.

#### وضعیت نگهداری
در برخی اخبار و منابع، خبرهایی از آسیب، عدم نگهداری،‌ و حتی ادعای آسیب عمدی به این مجموعه آثار گزارش شده است

در اردیبهشت ۱۴۰۳، «پایگاه آیاپیر» متعلق به میراث فرهنگی، آغاز فاز دوم ساماندهی محوطه باستانی کول‌فرح را وعده داد
 در حالی‌که بودجه اختصاص یافته، یک میلیارد تومان می‌باشد.

## نگارخانه

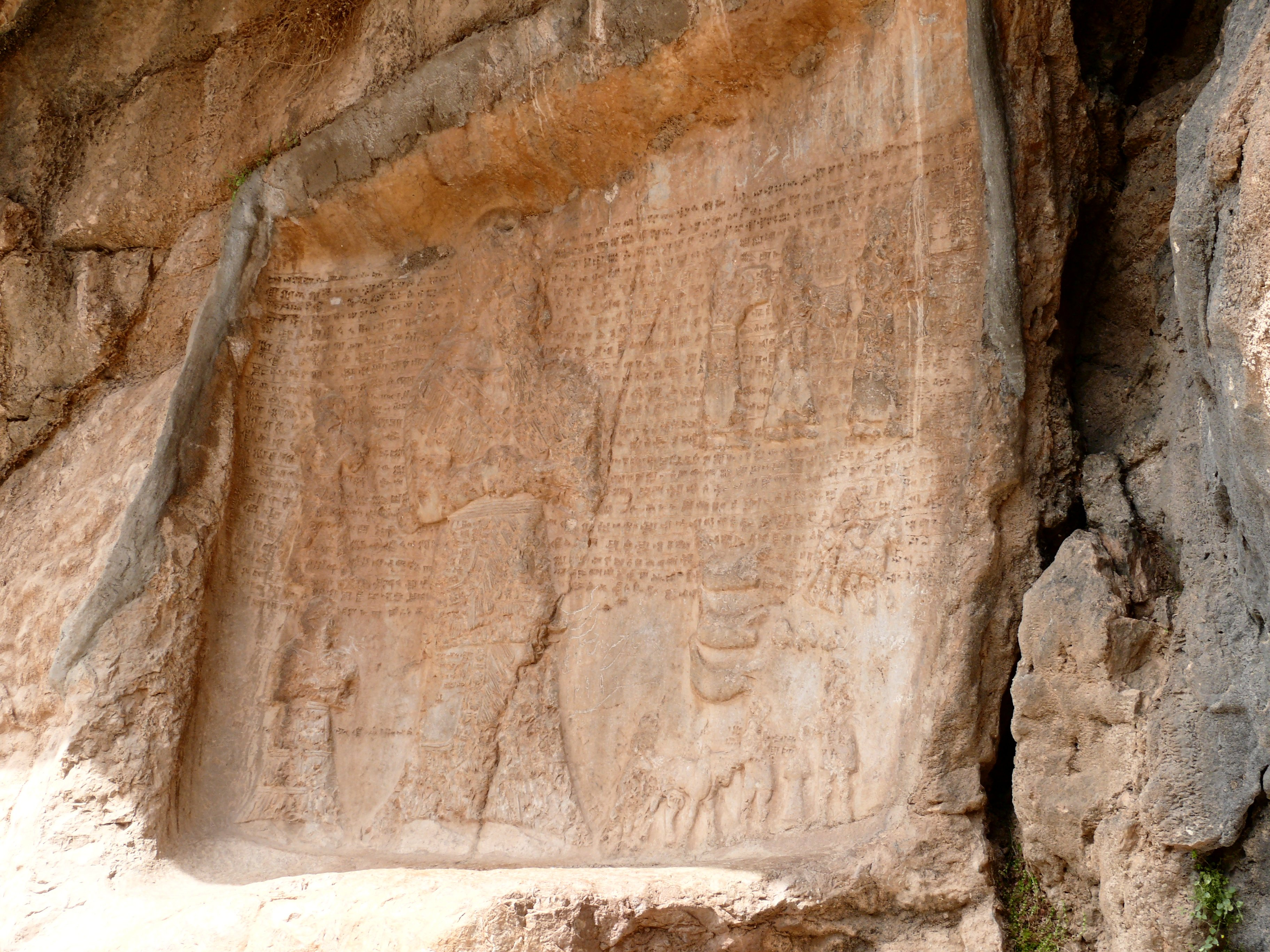
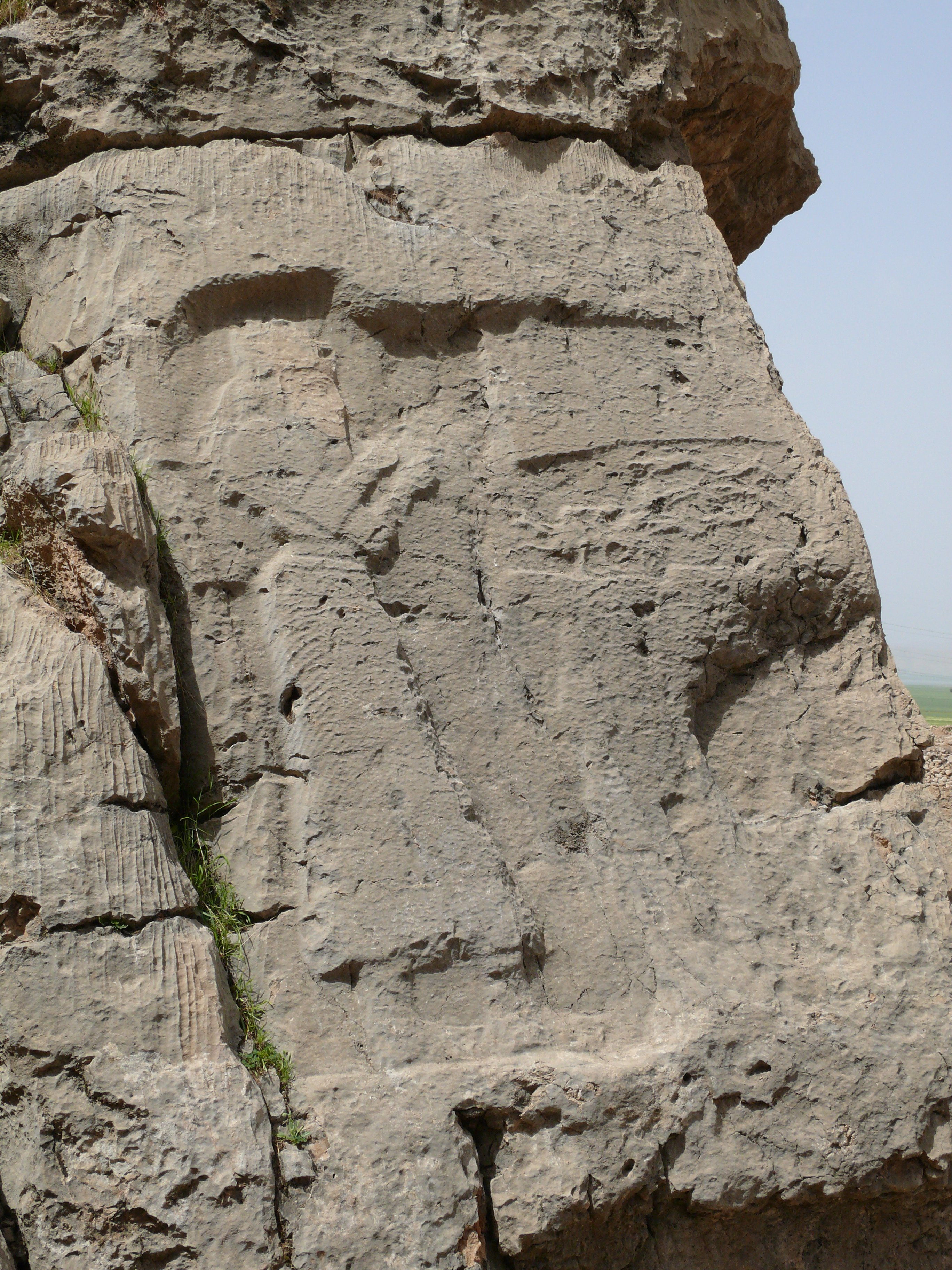
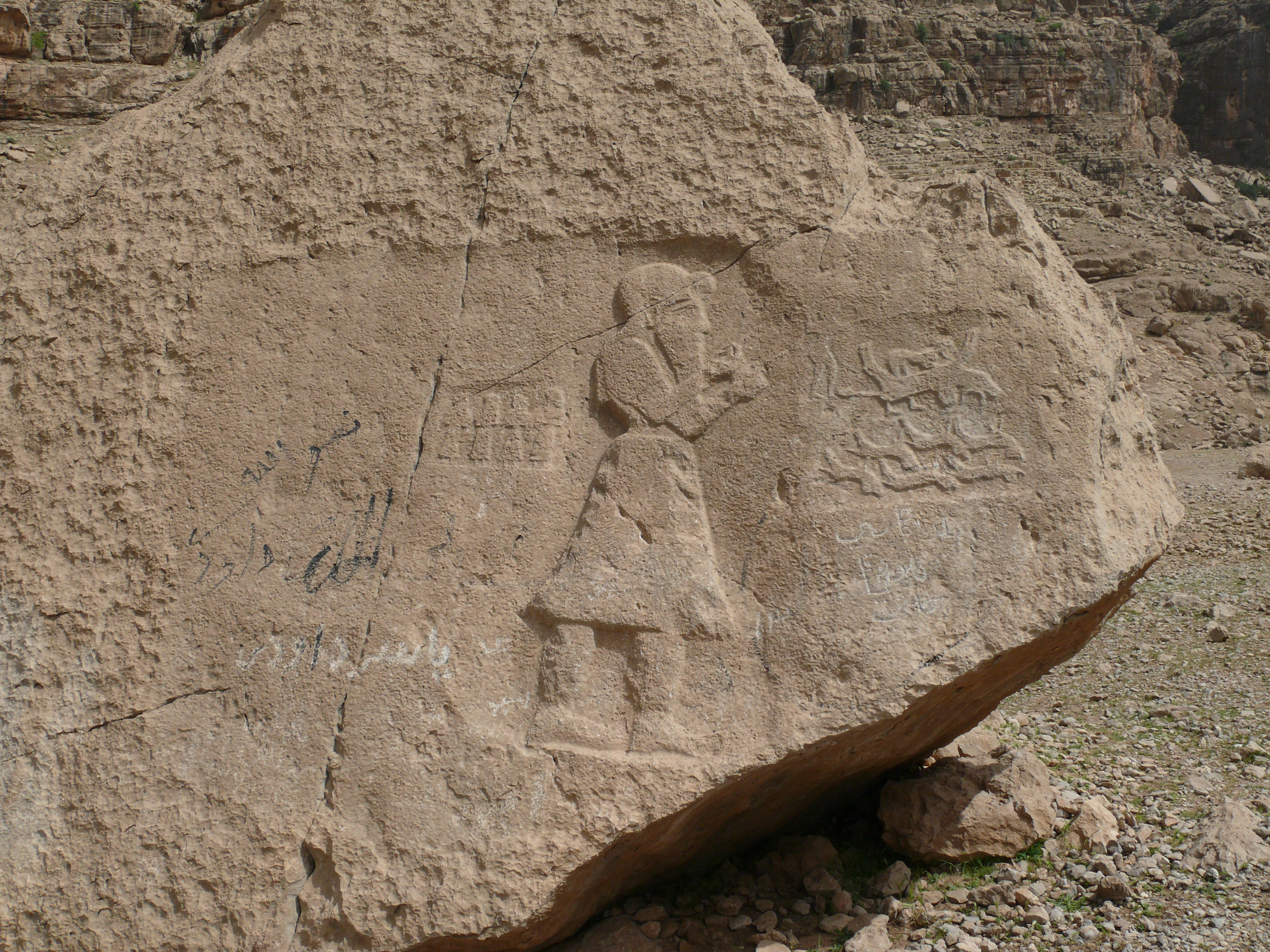
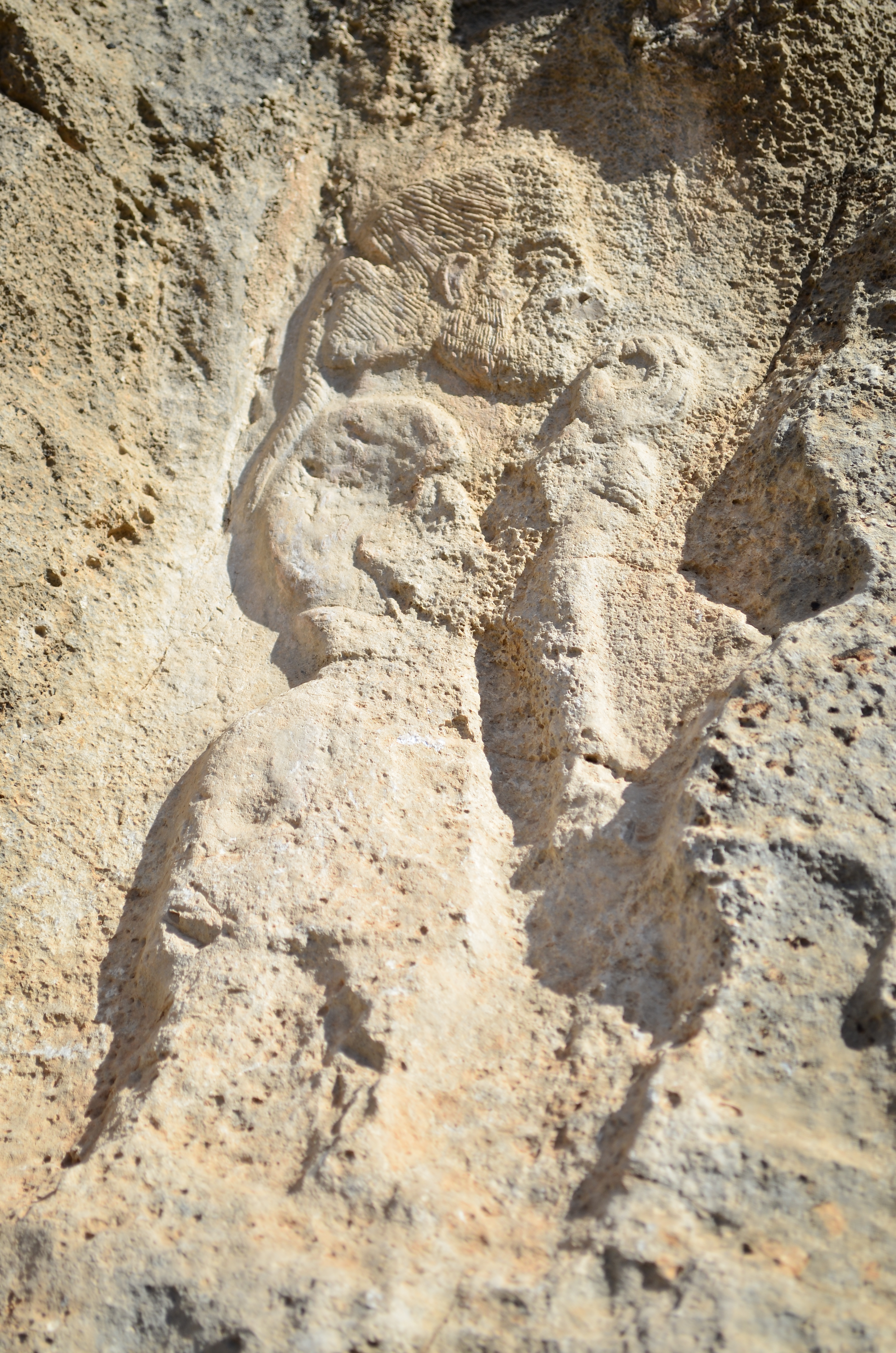
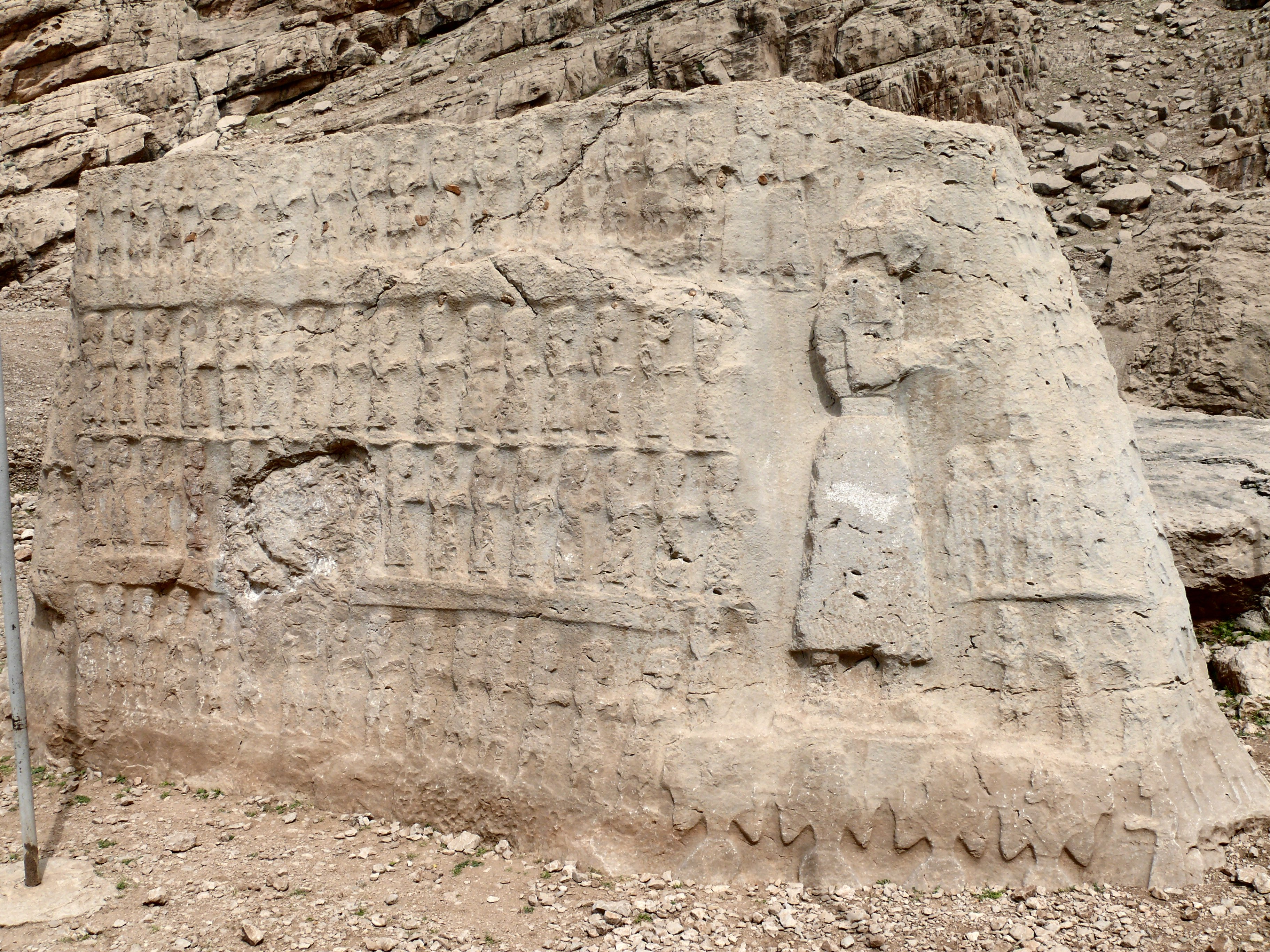
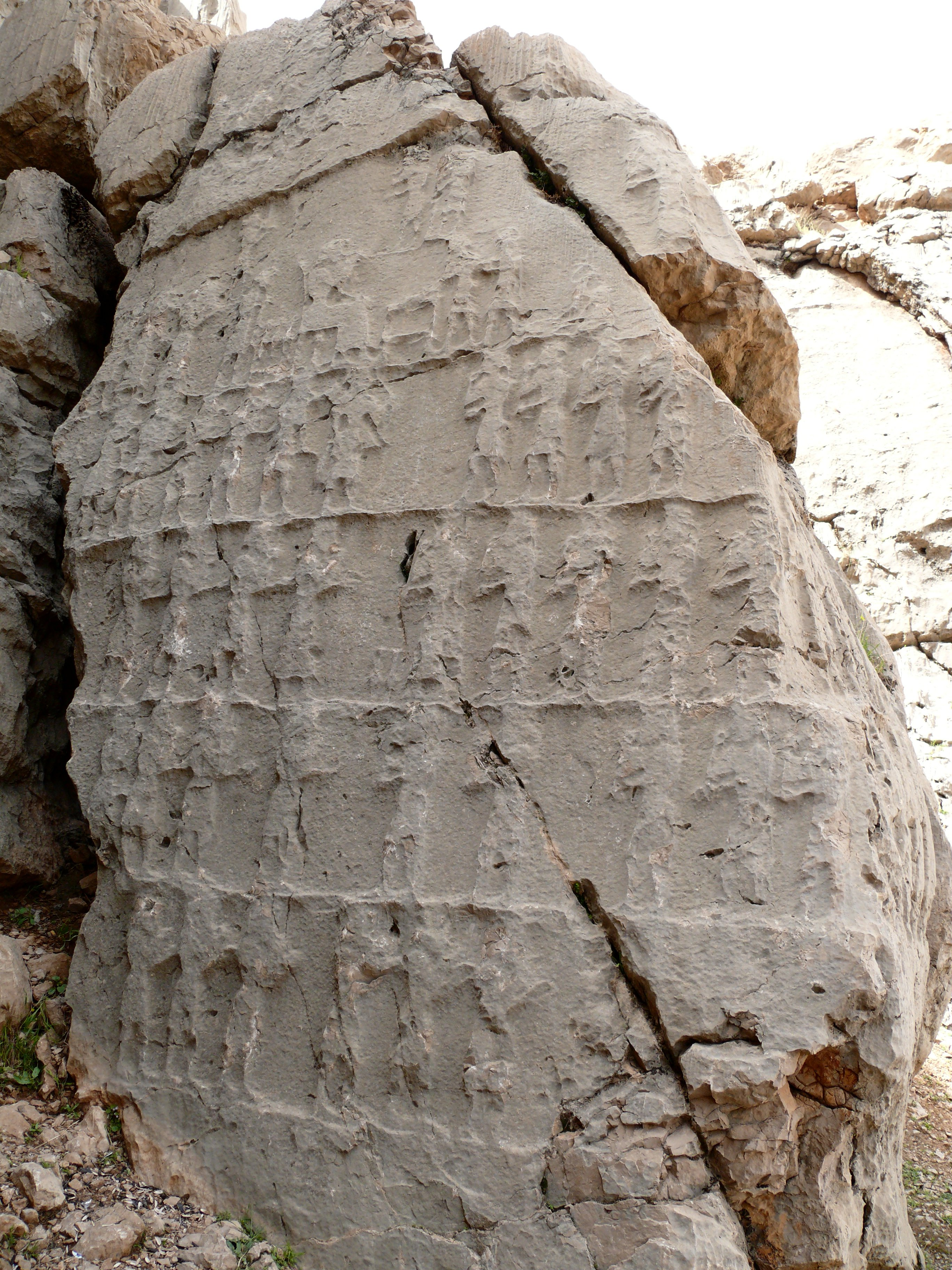
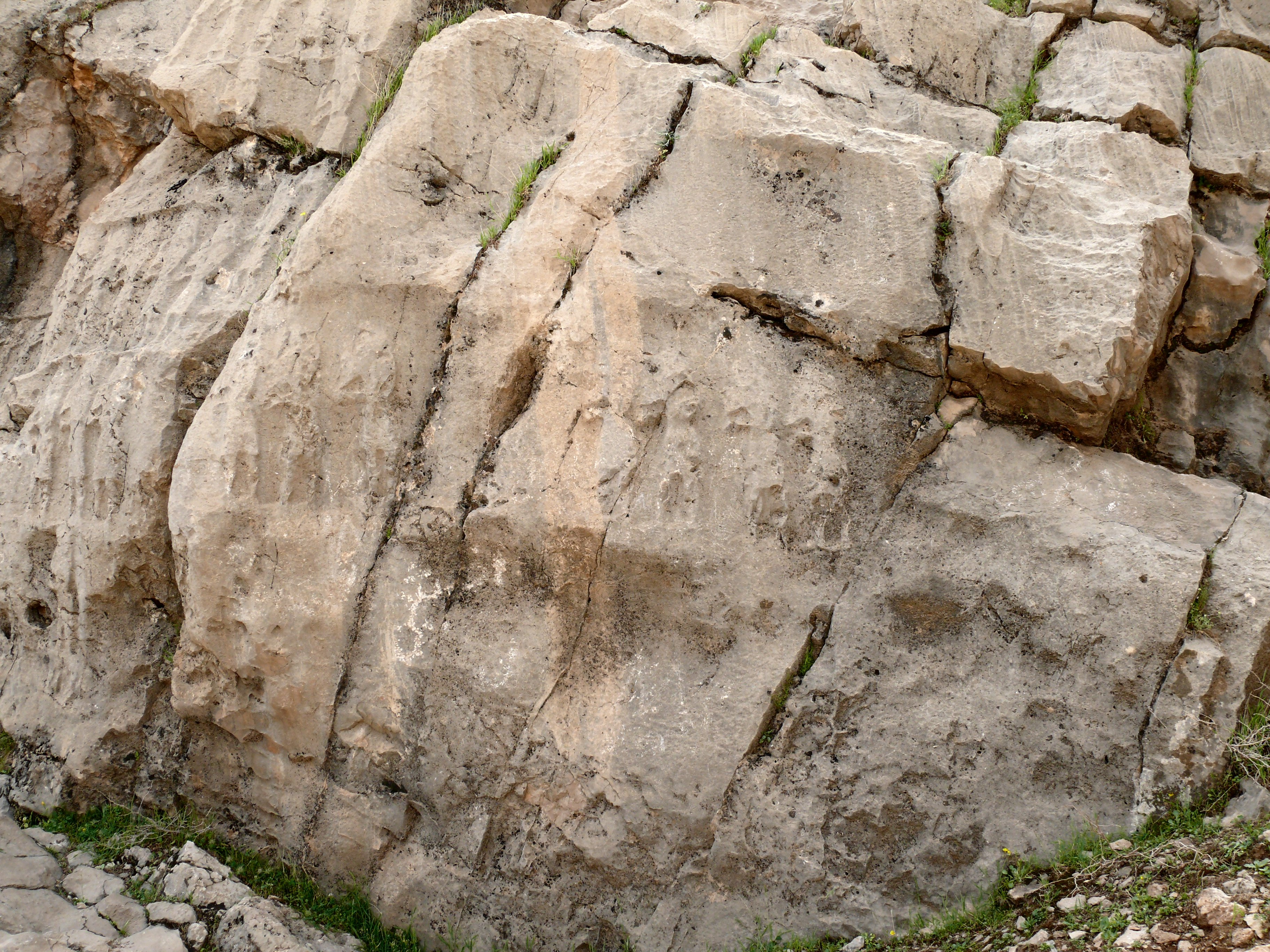
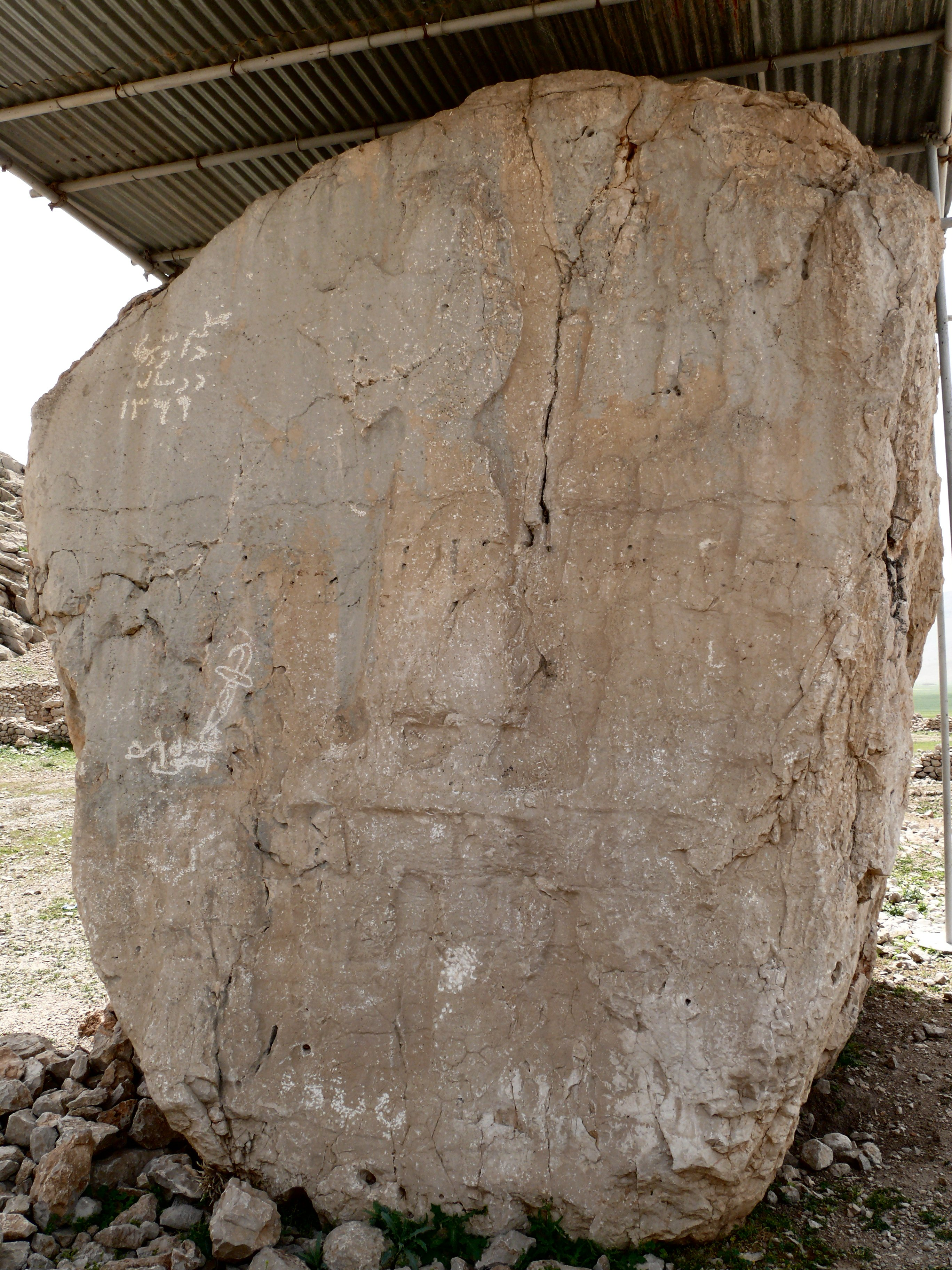
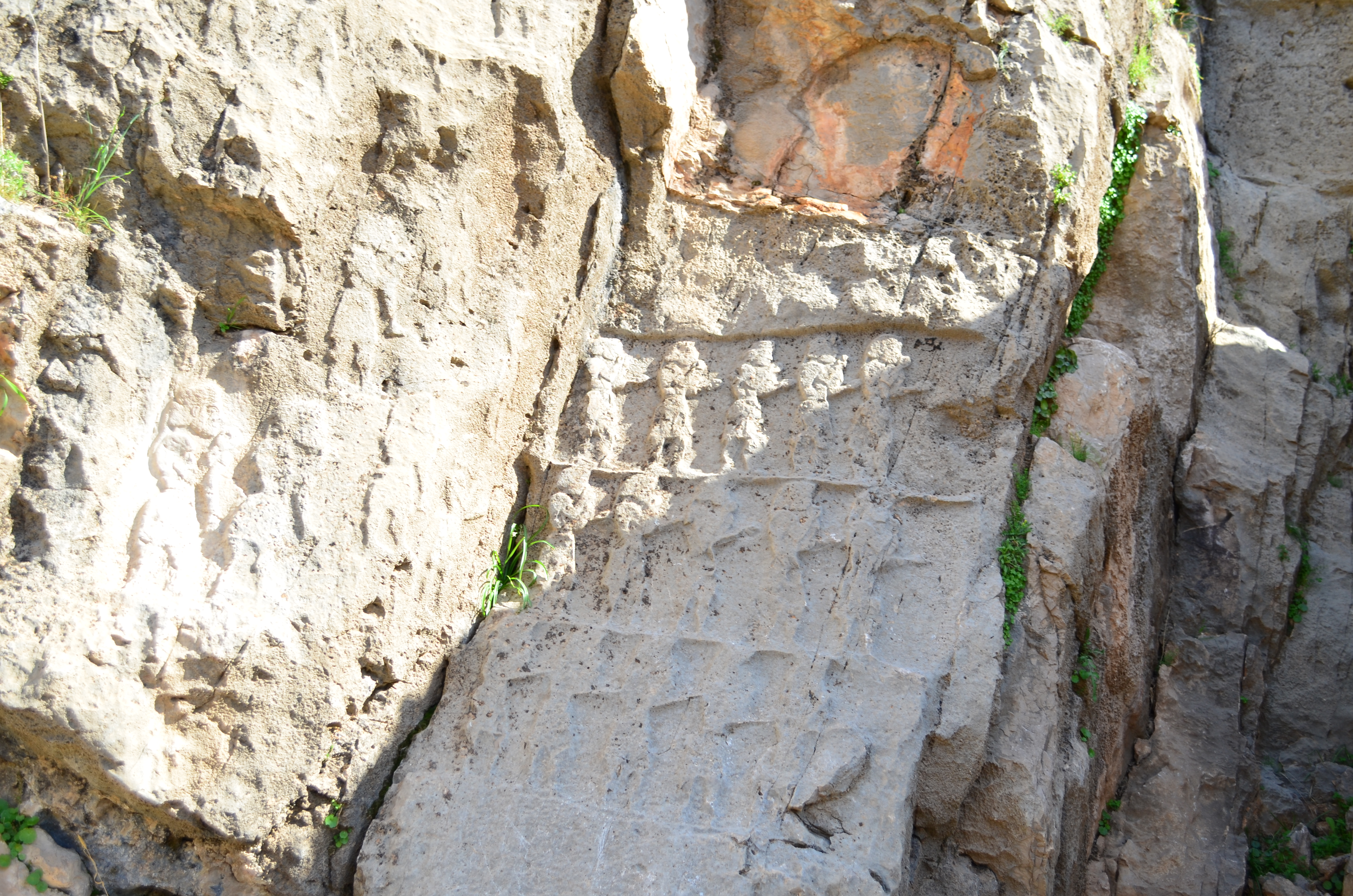
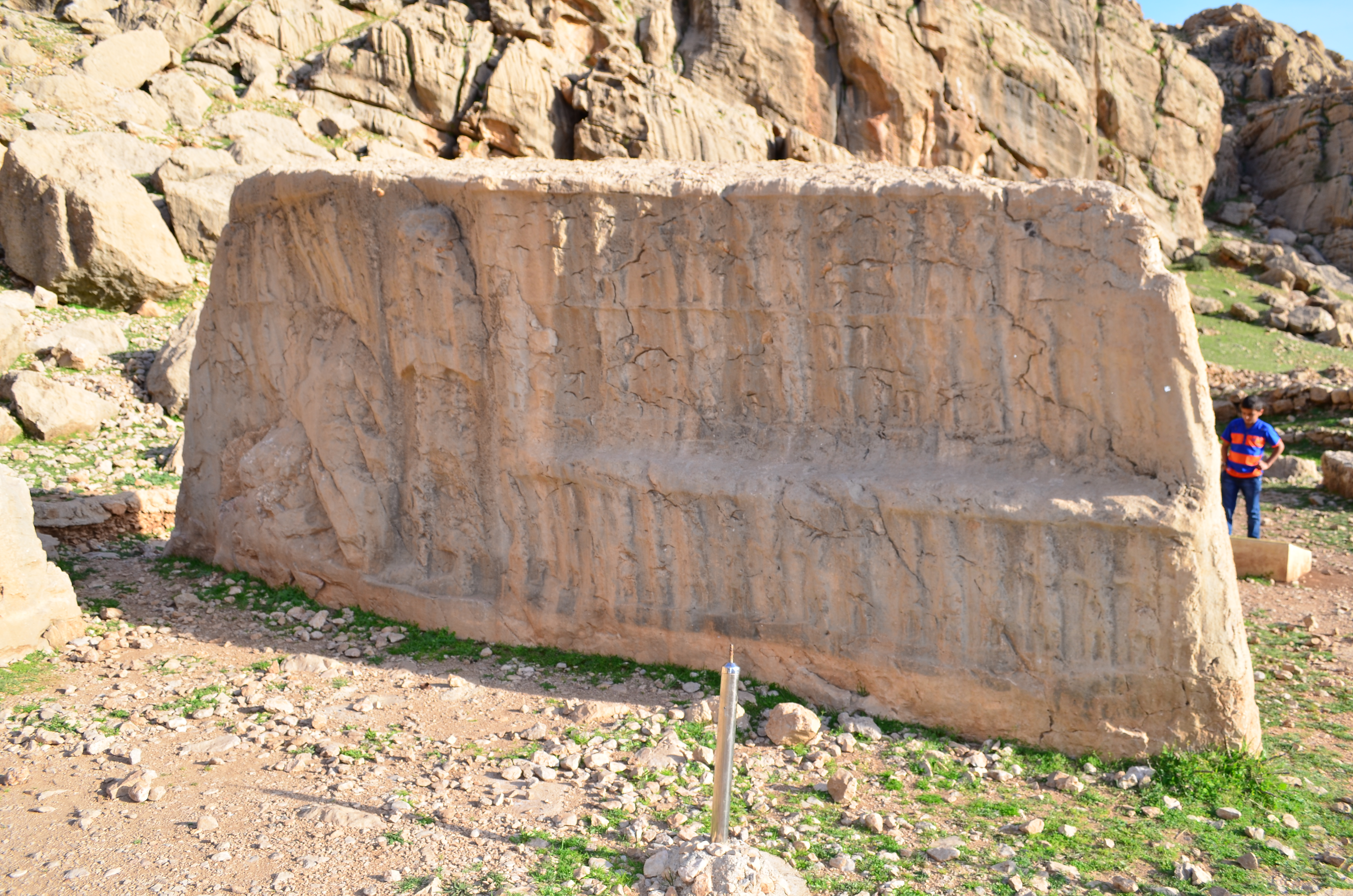
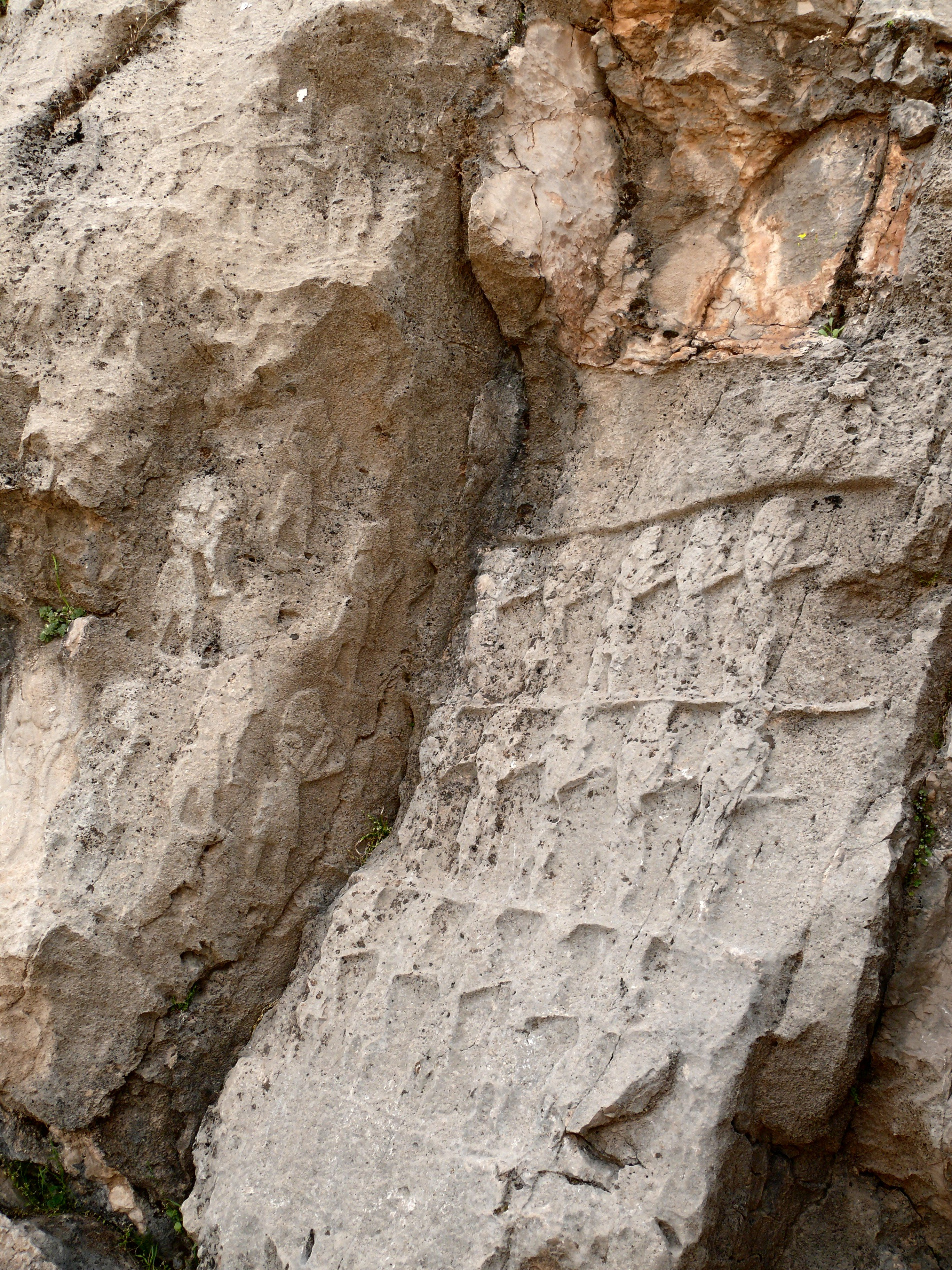
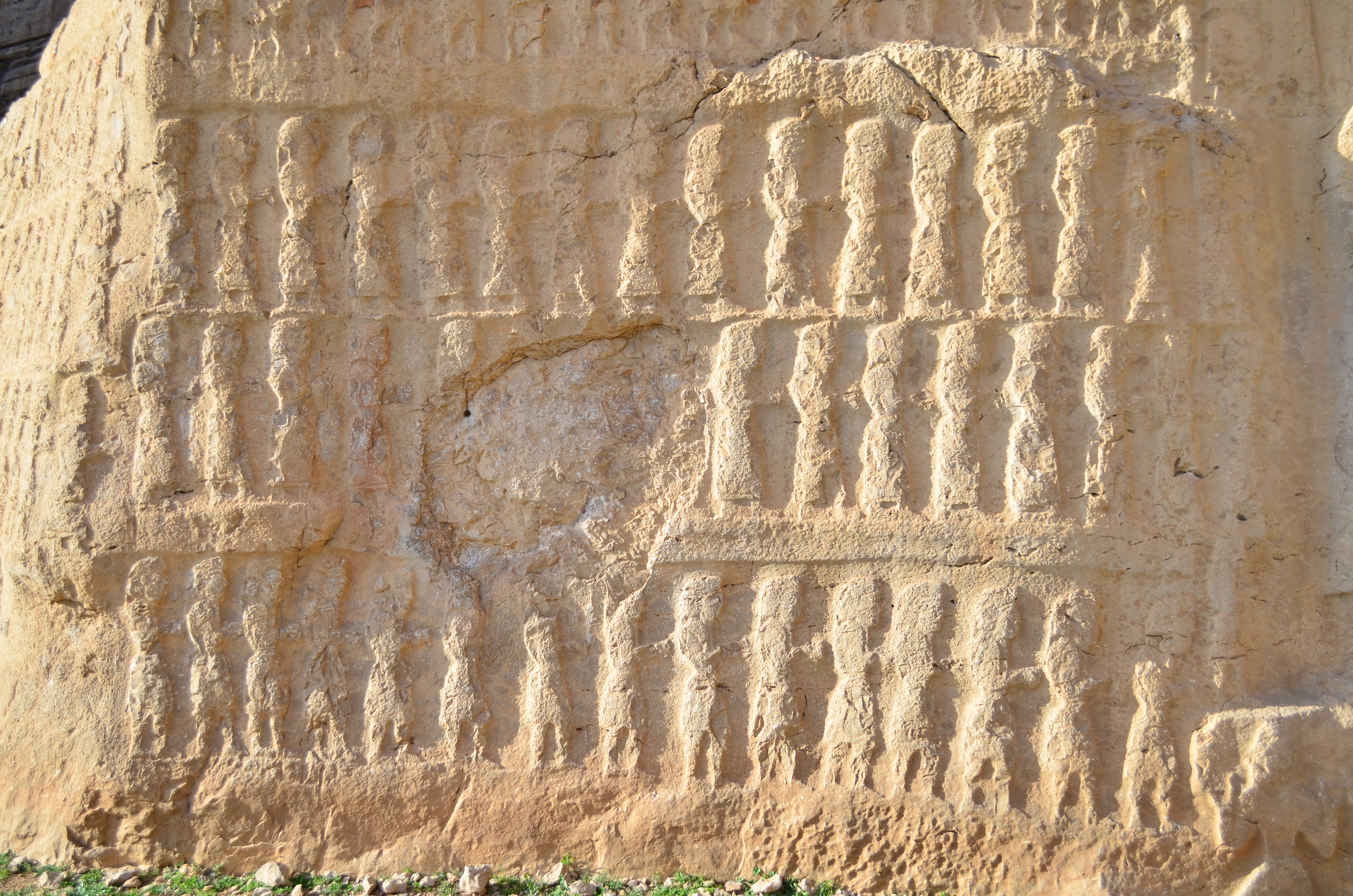
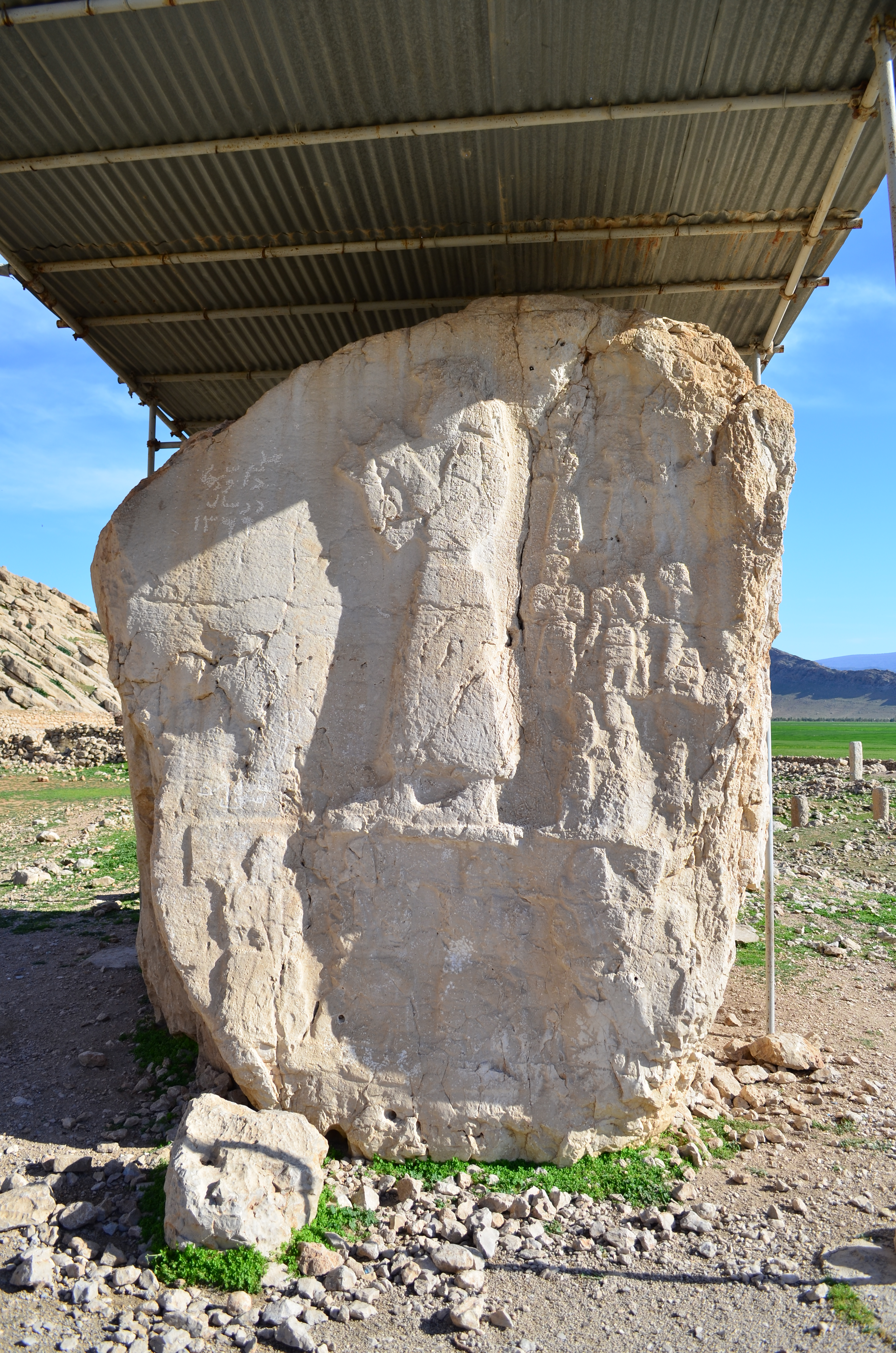
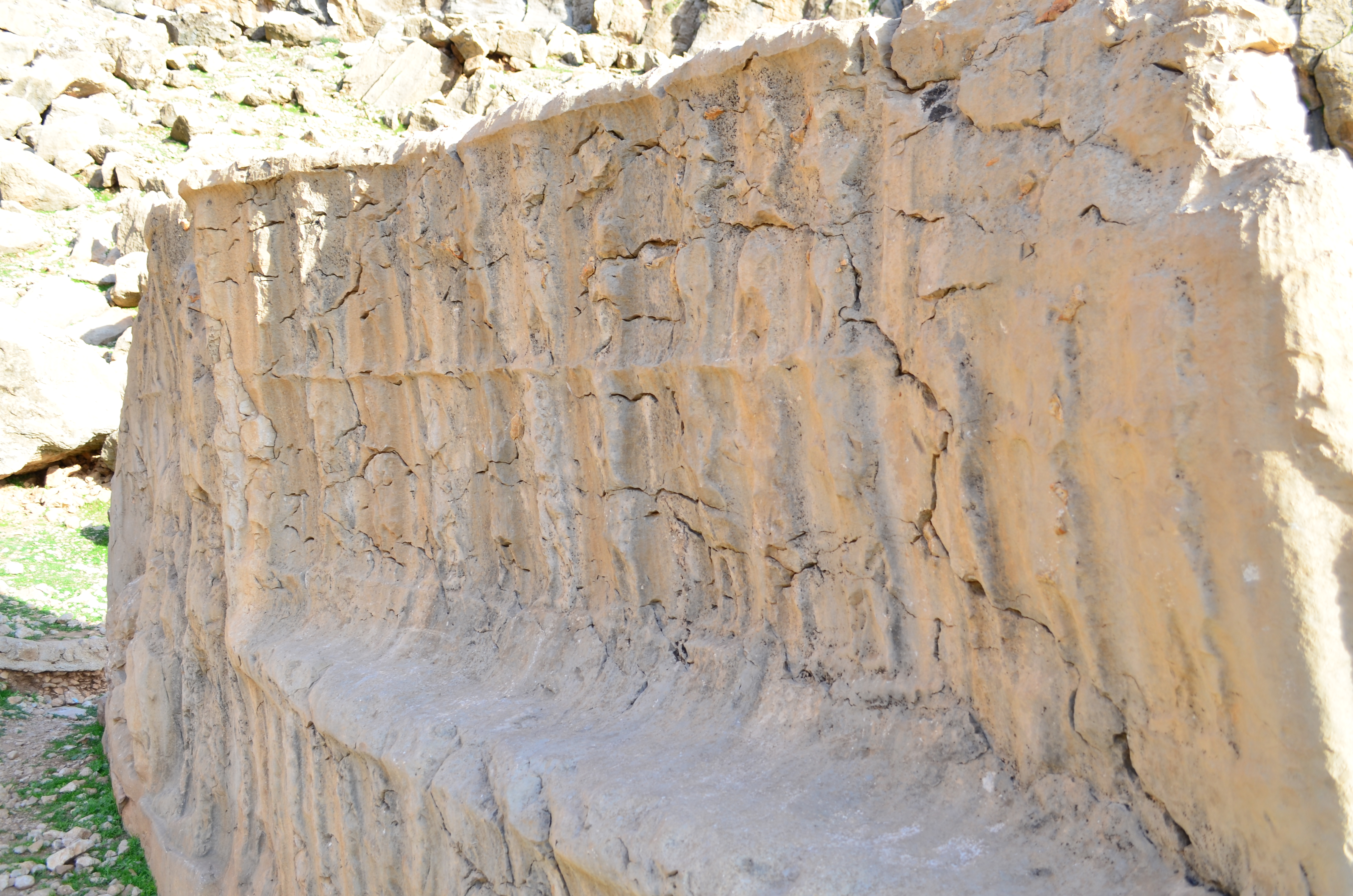